# Kristijonas
Kristijonas ist ein litauischer männlicher Vorname, abgeleitet vom Namen Christian.

## Personen
- Kristijonas Bartoševičius (* 1987), Politiker, Mitglied im Seimas
- Kristijonas Donelaitis (1714–1780),  protestantischer Pfarrer
- Kristijonas Kameneckas (* 1948),  Schachspieler und Arzt